# IndyCar Series 2019
La NTT IndyCar Series 2019 è stata la 24ª stagione della IndyCar Series e la 98ª stagione ufficiale del Campionato americano auto da corsa.

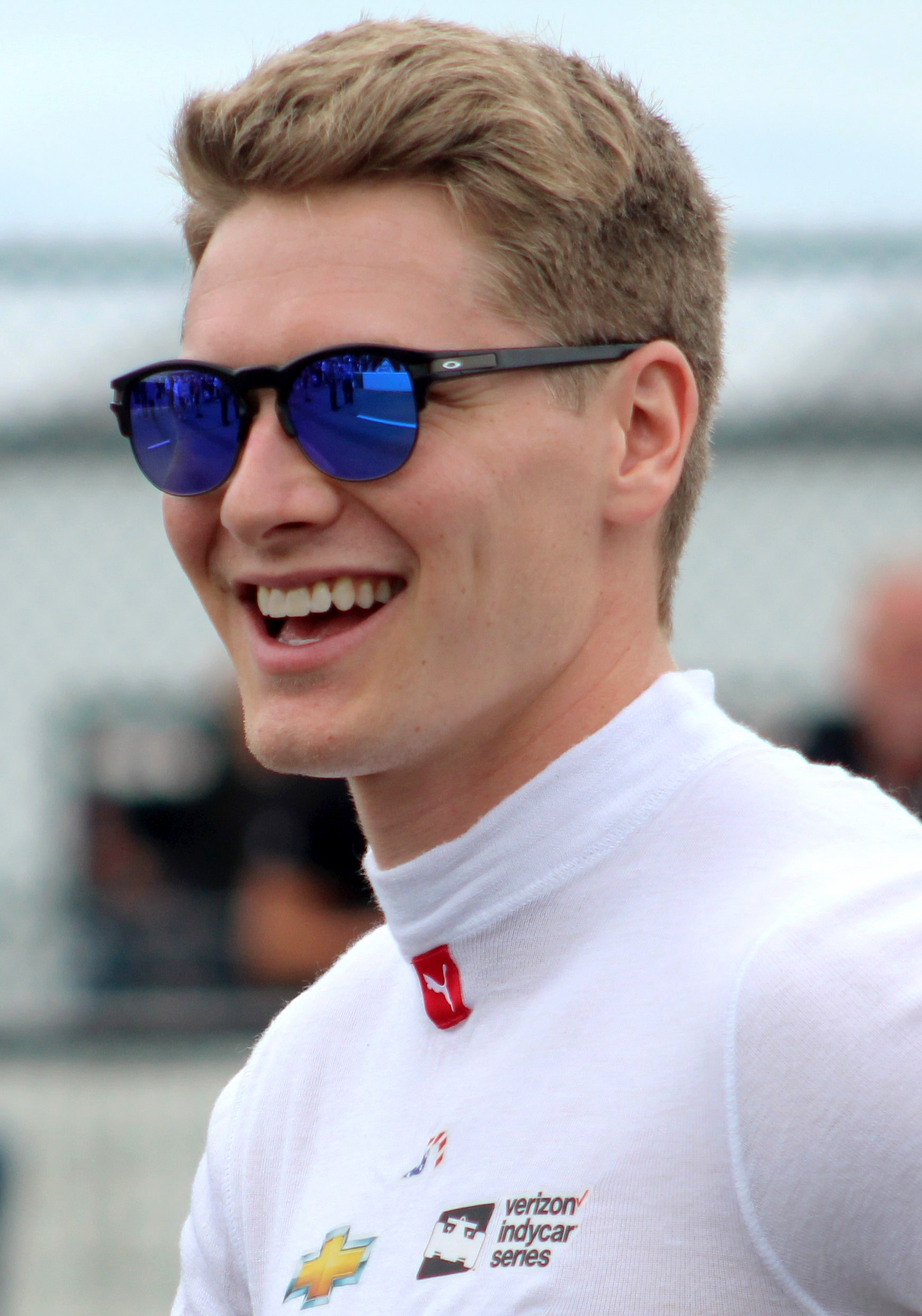
Josef Newgarden, che ha vinto il suo 2º titolo in carriera col Team Penske.

## Piloti e team
I seguenti team e piloti sono stati confermati per competere nella stagione 2019 della IndyCar Series. Tutti i team utilizzano il telaio Dallara DW12 e pneumatici Firestone.
| Team                                                        | Motore    | No. | Piloti             | Round                      |
| ----------------------------------------------------------- | --------- | --- | ------------------ | -------------------------- |
| A. J. Foyt Enterprises                                      | Chevrolet | 4   | Matheus Leist      | Tutti                      |
| A. J. Foyt Enterprises                                      | Chevrolet | 14  | Tony Kanaan        | Tutti                      |
| Andretti Autosport                                          | Honda     | 25  | Conor Daly         | 6, 17                      |
| Andretti Autosport                                          | Honda     | 26  | Zach Veach         | Tutti                      |
| Andretti Autosport                                          | Honda     | 27  | Alexander Rossi    | Tutti                      |
| Andretti Autosport                                          | Honda     | 28  | Ryan Hunter-Reay   | Tutti                      |
| Andretti Herta Autosport w/ Marco Andretti & Curb-Agajanian | Honda     | 98  | Marco Andretti     | Tutti                      |
| Arrow Schmidt Peterson Motorsports                          | Honda     | 5   | James Hinchcliffe  | Tutti                      |
| Arrow Schmidt Peterson Motorsports                          | Honda     | 6   | Robert Wickens     | TBA*                       |
| Arrow Schmidt Peterson Motorsports                          | Honda     | 7   | Marcus Ericsson R  | 1–15, 17                   |
| Arrow Schmidt Peterson Motorsports                          | Honda     | 7   | Conor Daly         | 16                         |
| Meyer Shank Racing with Arrow Schmidt Peterson              | Honda     | 60  | Jack Harvey        | 1–6, 10, 13, 16–17         |
| MotoGator Team Stange Racing with Arrow Schmidt Peterson    | Honda     | 77  | Oriol Servià       | 6                          |
| Carlin Racing                                               | Chevrolet | 23  | Charlie Kimball    | 1, 6, 9, 14–17             |
| Carlin Racing                                               | Chevrolet | 31  | Patricio O'Ward R  | 2–8, 10                    |
| Carlin Racing                                               | Chevrolet | 31  | Sage Karam         | 11–12                      |
| Carlin Racing                                               | Chevrolet | 31  | RC Enerson R       | 13                         |
| Carlin Racing                                               | Chevrolet | 59  | Max Chilton        | 1–8, 10–11, 13, 16–17      |
| Carlin Racing                                               | Chevrolet | 59  | Conor Daly         | 9, 12, 14–15               |
| Chip Ganassi Racing                                         | Honda     | 9   | Scott Dixon        | Tutti                      |
| Chip Ganassi Racing                                         | Honda     | 10  | Felix Rosenqvist R | Tutti                      |
| Clauson-Marshall Racing                                     | Chevrolet | 39  | Pippa Mann         | 6                          |
| Dale Coyne Racing                                           | Honda     | 19  | Santino Ferrucci R | Tutti                      |
| Dale Coyne Racing with Byrd/Hollinger/Belardi               | Honda     | 33  | James Davison      | 6                          |
| Dale Coyne Racing with Vasser-Sullivan                      | Honda     | 18  | Sébastien Bourdais | Tutti                      |
| DragonSpeed                                                 | Chevrolet | 81  | Ben Hanley R       | 1, 3, 6                    |
| Dreyer & Reinbold Racing                                    | Chevrolet | 24  | Sage Karam         | 6                          |
| Dreyer & Reinbold Racing                                    | Chevrolet | 48  | J. R. Hildebrand   | 6                          |
| Ed Carpenter Racing                                         | Chevrolet | 21  | Spencer Pigot      | Tutti                      |
| Ed Carpenter Racing                                         | Chevrolet | 20  | Ed Carpenter       | 6, 9, 12, 14–15            |
| Ed Carpenter Racing Scuderia Corsa                          | Chevrolet | 20  | Ed Jones           | 1–5, 7–8, 10–11, 13, 16–17 |
| Ed Carpenter Racing Scuderia Corsa                          | Chevrolet | 64  | Ed Jones           | 6                          |
| Harding Steinbrenner Racing                                 | Honda     | 88  | Colton Herta R     | Tutti                      |
| Juncos Racing                                               | Chevrolet | 32  | Kyle Kaiser R      | 2, 6                       |
| McLaren Racing                                              | Chevrolet | 66  | Fernando Alonso R  | 6                          |
| Rahal Letterman Lanigan Racing                              | Honda     | 15  | Graham Rahal       | Tutti                      |
| Rahal Letterman Lanigan Racing                              | Honda     | 30  | Takuma Satō        | Tutti                      |
| Rahal Letterman Lanigan Racing                              | Honda     | 42  | Jordan King        | 6                          |
| Team Penske                                                 | Chevrolet | 2   | Josef Newgarden    | Tutti                      |
| Team Penske                                                 | Chevrolet | 3   | Hélio Castroneves  | 5–6                        |
| Team Penske                                                 | Chevrolet | 12  | Will Power         | Tutti                      |
| Team Penske                                                 | Chevrolet | 22  | Simon Pagenaud     | Tutti                      |

     Idoneo ad essere eletto Rookie of the Year
* Robert Wickens ha un contratto pluriennale per guidare l'auto numero 6 del team Schmidt Peterson Motorsports ma non c'è una data stabilita per il suo ritorno dopo aver subito gravi lesioni in un incidente a Pocono nel 2018.  Comunque, è stato rivelato che l'auto n. 6 sarà a disposizione di Wickens "quando vorrà e avrà la possibilità di tornare".

## Calendario
| Rd. | Data         | Gara                                                             | Circuito                                   | Città                     | Ora (EDT) | Ora (UTC) |
| --- | ------------ | ---------------------------------------------------------------- | ------------------------------------------ | ------------------------- | --------- | --------- |
| 1   | 10 marzo     | Firestone Grand Prix of St. Petersburg                           | C Streets of St. Petersburg                | Saint Petersburg, Florida | 13:30     | 17:30     |
| 2   | 24 marzo     | IndyCar Classic                                                  | S Circuit of the Americas                  | Austin, Texas             | 13:30     | 17:30     |
| 3   | 7 aprile     | Honda Indy Grand Prix of Alabama Presented by AmFirst            | S Barber Motorsports Park                  | Birmingham, Alabama       | 16:30     | 20:30     |
| 4   | 14 aprile    | Acura Grand Prix of Long Beach                                   | C Streets of Long Beach                    | Long Beach, California    | 16:30     | 20:30     |
| 5   | 11 maggio    | IndyCar Grand Prix                                               | S Indianapolis Motor Speedway Road Course  | Speedway, Indiana         | 15:30     | 19:30     |
| 6   | 26 maggio    | 103rd Running of the Indianapolis 500 Presented by Gainbridge    | O Indianapolis Motor Speedway              | Speedway, Indiana         | 12:00     | 16:00     |
| 7   | 1 giugno     | Chevrolet Detroit Grand Prix Presented by Lear Corporation       | C The Raceway on Belle Isle                | Detroit, Michigan         | 15:30     | 19:30     |
| 8   | 2 giugno     | Chevrolet Detroit Grand Prix Presented by Lear Corporation       | C The Raceway on Belle Isle                | Detroit, Michigan         | 15:30     | 19:30     |
| 9   | 8 giugno     | DXC Technology 600                                               | O Texas Motor Speedway                     | Fort Worth, Texas         | 20:30     | 24:30     |
| 10  | 23 giugno    | REV Group Grand Prix at Road America                             | S Road America                             | Elkhart Lake, Wisconsin   | 12:30     | 16:30     |
| 11  | 14 luglio    | Honda Indy Toronto                                               | C Exhibition Place                         | Toronto, Ontario          | 15:30     | 19:30     |
| 12  | 20 luglio    | Iowa 300                                                         | O Iowa Speedway                            | Newton, Iowa              | 19:30     | 23:30     |
| 13  | 28 luglio    | Honda Indy 200 at Mid-Ohio                                       | S Mid-Ohio Sports Car Course               | Lexington, Ohio           | 15:30     | 19:30     |
| 14  | 18 agosto    | ABC Supply 500                                                   | O Pocono Raceway                           | Long Pond, Pennsylvania   | 14:30     | 18:30     |
| 15  | 24 agosto    | Bommarito Automotive Group 500 Presented by Axalta and Valvoline | O World Wide Technology Raceway at Gateway | Madison, Illinois         | 20:30     | 24:30     |
| 16  | 1 settembre  | Grand Prix of Portland                                           | S Portland International Raceway           | Portland, Oregon          | 15:30     | 19:30     |
| 17  | 22 settembre | Firestone Grand Prix of Monterey                                 | S WeatherTech Raceway Laguna Seca          | Monterey, California      | 15:00     | 19:00     |

     Ovale corto/Superspeedway
     Circuito stradale
     Circuito cittadino

## Risultati della stagione

### Risultati delle gare
| Round | Gara             | Pole position    | Giro più veloce    | Più giri condotti | Vincitore       | Vincitore                      | Vincitore | Resoconto |
| Round | Gara             | Pole position    | Giro più veloce    | Più giri condotti | Pilota          | Squadra                        | Motore    | Resoconto |
| ----- | ---------------- | ---------------- | ------------------ | ----------------- | --------------- | ------------------------------ | --------- | --------- |
| 1     | Saint Petersburg | Will Power       | Josef Newgarden    | Josef Newgarden   | Josef Newgarden | Team Penske                    | Chevrolet | Resoconto |
| 2     | Austin           | Will Power       | Colton Herta       | Will Power        | Colton Herta    | Harding Steinbrenner Racing    | Honda     | Resoconto |
| 3     | Birmingham       | Takuma Satō      | Will Power         | Takuma Satō       | Takuma Satō     | Rahal Letterman Lanigan Racing | Honda     | Resoconto |
| 4     | Long Beach       | Alexander Rossi  | Ryan Hunter-Reay   | Alexander Rossi   | Alexander Rossi | Andretti Autosport             | Honda     | Resoconto |
| 5     | Indianapolis GP  | Felix Rosenqvist | Patricio O'Ward    | Scott Dixon       | Simon Pagenaud  | Team Penske                    | Chevrolet | Resoconto |
| 6     | Indianapolis 500 | Simon Pagenaud   | Scott Dixon        | Simon Pagenaud    | Simon Pagenaud  | Team Penske                    | Chevrolet | Resoconto |
| 7     | Detroit 1        | Alexander Rossi  | Josef Newgarden    | Josef Newgarden   | Josef Newgarden | Team Penske                    | Chevrolet | Resoconto |
| 8     | Detroit 2        | Josef Newgarden  | Simon Pagenaud     | Scott Dixon       | Scott Dixon     | Chip Ganassi Racing            | Honda     | Resoconto |
| 9     | Texas            | Takuma Satō      | Takuma Satō        | Ryan Hunter-Reay  | Josef Newgarden | Team Penske                    | Chevrolet | Resoconto |
| 10    | Road America     | Colton Herta     | Colton Herta       | Alexander Rossi   | Alexander Rossi | Andretti Autosport             | Honda     | Resoconto |
| 11    | Toronto          | Simon Pagenaud   | Marcus Ericsson    | Simon Pagenaud    | Simon Pagenaud  | Team Penske                    | Chevrolet | Resoconto |
| 12    | Iowa             | Simon Pagenaud   | Josef Newgarden    | Josef Newgarden   | Josef Newgarden | Team Penske                    | Chevrolet | Resoconto |
| 13    | Mid-Ohio         | Will Power       | James Hinchcliffe  | Scott Dixon       | Scott Dixon     | Chip Ganassi Racing            | Honda     | Resoconto |
| 14    | Pocono           | Josef Newgarden  | Will Power         | Simon Pagenaud    | Will Power      | Team Penske                    | Chevrolet | Resoconto |
| 15    | Gateway          | Josef Newgarden  | Josef Newgarden    | Santino Ferrucci  | Takuma Satō     | Rahal Letterman Lanigan Racing | Honda     | Resoconto |
| 16    | Portland         | Colton Herta     | Sébastien Bourdais | Will Power        | Will Power      | Team Penske                    | Chevrolet | Resoconto |
| 17    | Laguna Seca      | Colton Herta     | Scott Dixon        | Colton Herta      | Colton Herta    | Harding Steinbrenner Racing    | Honda     | Resoconto |

### Sistema di punteggio
| Risultato | 1º | 2º | 3º | 4º | 5º | 6º | 7º | 8º | 9º | 10º | 11º | 12º | 13º | 14º | 15º | 16º | 17º | 18º | 19º | 20º | 21º | 22º | 23º | 24º | 25º+ | Almeno un giro in testa | Più giri in testa | Pole Position |
| Punti     | 50 | 40 | 35 | 32 | 30 | 28 | 26 | 24 | 22 | 20  | 19  | 18  | 17  | 16  | 15  | 14  | 13  | 12  | 11  | 10  | 9   | 8   | 7   | 6   | 5    | 1                       | 2                 | 1             |

- Saranno assegnati punti doppi a due gare nel 2019: 500 Miglia di Indianapolis e il finale di stagione a Laguna Seca.[54]
- Una sostituzione del motore comporterà la perdita di 10 punti nella classifica piloti e nella classifica costruttori.
- Per le qualifiche della 500 Miglia di Indianapolis verranno assegnati punti per la classifica costruttori e per la classifica piloti in base ai risultati delle qualifiche finali come segue: Il costruttore e il pilota più veloce in qualifica (pole sitter) riceverà 9 punti, il secondo più veloce riceverà 8 punti e i punti assegnati diminuiranno di un punto fino al nono più veloce (1 punto).

### Classifica piloti
| Pos | Pilota              | STP | AUS  | ALA | LBH | IGP | INDY | DET | DET | TEX | ROA | TOR | IOW | MDO | POC | GAT | POR | LAG | Pti |
| --- | ------------------- | --- | ---- | --- | --- | --- | ---- | --- | --- | --- | --- | --- | --- | --- | --- | --- | --- | --- | --- |
| 1   | Josef Newgarden     | 1L* | 2    | 4   | 2L  | 15L | 48L  | 1L* | 19L | 1L  | 3   | 4   | 1L* | 14L | 5L  | 7L  | 5   | 8   | 641 |
| 2   | Simon Pagenaud      | 7   | 19   | 9   | 6   | 1L  | 11L* | 6   | 17  | 6   | 9   | 1L* | 4L  | 6   | 3L* | 5   | 7   | 4L  | 616 |
| 3   | Alexander Rossi     | 5L  | 9    | 5L  | 1L* | 22  | 29L  | 2L  | 5   | 2L  | 1L* | 3   | 6   | 5   | 18  | 13  | 3   | 6   | 608 |
| 4   | Scott Dixon         | 2   | 13   | 2L  | 3   | 2L* | 17L  | 22  | 1L* | 17L | 5   | 2   | 2L  | 1L* | 2L  | 20  | 16L | 3   | 578 |
| 5   | Will Power          | 3L  | 24L* | 11  | 7L  | 7   | 56L  | 18  | 3L  | 9   | 2   | 18  | 15L | 4L  | 1L  | 22L | 1L* | 2L  | 550 |
| 6   | Felix Rosenqvist RY | 4L  | 23   | 10  | 10  | 8L  | 28L  | 4   | 16  | 12  | 6   | 5   | 14  | 2L  | 22  | 11L | 2L  | 5   | 425 |
| 7   | Colton Herta R      | 8   | 1L   | 24  | 23  | 23  | 335  | 12  | 12  | 18  | 8   | 7   | 18  | 8   | 16  | 9L  | 4L  | 1L* | 420 |
| 8   | Ryan Hunter-Reay    | 23  | 3    | 8   | 5   | 17  | 8    | 5   | 4   | 5L* | 11  | 16  | 17  | 3   | 19  | 8   | 18  | 10  | 420 |
| 9   | Takuma Satō         | 19  | 7    | 1L* | 8L  | 14  | 3L   | 3   | 13  | 15L | 10  | 22L | 20  | 19  | 21  | 1L  | 15  | 21  | 415 |
| 10  | Graham Rahal        | 12  | 4    | 23L | 4   | 9L  | 27   | 7   | 7   | 3L  | 4L  | 9   | 8   | 9   | 9   | 18  | 23  | 12  | 389 |
| 11  | Sébastien Bourdais  | 24  | 5    | 3L  | 11  | 11L | 307  | 11  | 9   | 8L  | 12  | 8   | 9L  | 11  | 7   | 19L | 9L  | 7   | 387 |
| 12  | James Hinchcliffe   | 6   | 16   | 6L  | 9   | 16  | 11   | 9   | 18  | 19  | 7   | 6   | 3   | 22  | 20  | 12L | 20  | 9   | 370 |
| 13  | Santino Ferrucci R  | 9   | 20   | 15  | 21  | 10  | 7L   | 19  | 10L | 4   | 19  | 11  | 12  | 12  | 4   | 4L* | 17  | 24  | 351 |
| 14  | Spencer Pigot       | 11  | 11   | 17  | 18  | 5   | 143L | 10  | 21  | 14  | 14  | 15  | 5   | 7   | 17  | 21  | 6   | 20  | 335 |
| 15  | Tony Kanaan         | 15  | 12   | 18  | 19  | 20  | 9    | 15  | 22  | 16  | 21  | 17  | 10  | 20  | 8   | 3   | 12  | 16  | 304 |
| 16  | Marco Andretti      | 13  | 6    | 14  | 13  | 13  | 26   | 16  | 6   | 10  | 23  | 10  | 21  | 15  | 15  | 10L | 13  | 14  | 303 |
| 17  | Marcus Ericsson R   | 20  | 15   | 7   | 20  | 24  | 23   | 13  | 2L  | 7L  | 13  | 20  | 11  | 23  | 12  | 16L |     | 11  | 290 |
| 18  | Zach Veach          | 14  | 22   | 12  | 17  | 12  | 29   | 8   | 8   | 20  | 18  | 13L | 7   | 21  | 13  | 14  | 22  | 18  | 271 |
| 19  | Matheus Leist       | 22  | 17   | 20  | 15  | 4   | 15   | 21  | 20  | 22  | 20  | 19  | 16  | 18  | 14  | 17  | 8   | 17  | 261 |
| 20  | Ed Jones            | 21  | 14   | 19  | 16  | 6   | 134  | 20  | 14  |     | 22  | 12  |     | 13  |     |     | 14  | 23  | 217 |
| 21  | Jack Harvey         | 10  | 10   | 13  | 22  | 3   | 21   |     |     |     | 15  |     |     | 10  |     |     | 19  | 19  | 186 |
| 22  | Max Chilton         | 16  | 21   | 22  | 14  | 18  | DNQ  | 17  | 15  |     | 16  | 14  |     | 16  |     |     | 11  | 13  | 184 |
| 23  | Ed Carpenter        |     |      |     |     |     | 62L  |     |     | 13  |     |     | 19  |     | 6   | 2   |     |     | 161 |
| 24  | Conor Daly          |     |      |     |     |     | 10   |     |     | 11  |     |     | 13  |     | 11  | 6L  | 21  | 22  | 149 |
| 25  | Charlie Kimball     | 17  |      |     |     |     | 25   |     |     | 21  |     |     |     |     | 10  | 15  | 10  | 15  | 117 |
| 26  | Patricio O'Ward R   |     | 8    | 16  | 12  | 19  | DNQ  | 14  | 11  |     | 17  |     |     |     |     |     |     |     | 115 |
| 27  | Sage Karam          |     |      |     |     |     | 19   |     |     |     |     | 21  | 22  |     |     |     |     |     | 39  |
| 28  | James Davison R     |     |      |     |     |     | 12   |     |     |     |     |     |     |     |     |     |     |     | 36  |
| 29  | Hélio Castroneves   |     |      |     |     | 21  | 18   |     |     |     |     |     |     |     |     |     |     |     | 33  |
| 30  | Ben Hanley R        | 18  |      | 21  |     |     | 32   |     |     |     |     |     |     |     |     |     |     |     | 31  |
| 31  | Pippa Mann          |     |      |     |     |     | 16   |     |     |     |     |     |     |     |     |     |     |     | 28  |
| 32  | Kyle Kaiser R       |     | 18   |     |     |     | 31   |     |     |     |     |     |     |     |     |     |     |     | 22  |
| 33  | J. R. Hildebrand    |     |      |     |     |     | 20   |     |     |     |     |     |     |     |     |     |     |     | 20  |
| 34  | Oriol Servià        |     |      |     |     |     | 22   |     |     |     |     |     |     |     |     |     |     |     | 16  |
| 35  | RC Enerson R        |     |      |     |     |     |      |     |     |     |     |     |     | 17  |     |     |     |     | 13  |
| 36  | Jordan King         |     |      |     |     |     | 24   |     |     |     |     |     |     |     |     |     |     |     | 12  |
| –   | Fernando Alonso R   |     |      |     |     |     | DNQ  |     |     |     |     |     |     |     |     |     |     |     | –   |
| Pos | Pilota              | STP | AUS  | ALA | LBH | IGP | INDY | DET | DET | TEX | ROA | TOR | IOW | MDO | POC | GAT | POR | LAG | Pti |

| Colore  | Risultato                 |
| ------- | ------------------------- |
| Oro     | Vincitore                 |
| Argento | 2º posto                  |
| Bronzo  | 3º posto                  |
| Verde   | 4º e 5º posto             |
| Celeste | 6º-10º posto              |
| Blu     | Finita fuori dalla top 10 |
| Viola   | Non finita                |
| Rosso   | Non qualificato (DNQ)     |
| Marrone | Ritirato (Wth)            |
| Nero    | Squalificato (DSQ)        |
| Bianco  | Non partito (DNS)         |
| Bianco  | Gara cancellata (C)       |
| Vuoto   | Non partecipa             |

| Legenda   |                                            |
| Grassetto | Pole position (1 punto; tranne Indy)       |
| Corsivo   | Giro più veloce                            |
| L         | Almeno un giro in testa (1 punto)          |
| *         | Più giri in testa (2 punti)                |
| 1–9       | Indy 500 "Fast Nine" (punti bonus)         |
| c         | Qualifiche cancellate (nessun punto bonus) |
| RY        | Rookie of the Year                         |
| R         | Rookie                                     |

- Viene assegnato un punto a ogni pilota che comanda almeno un giro. Due punti addizionali vengono assegnati al pilota che ha il maggior numero di giri in prima posizione.
- In tutte le gare, eccetto la 500 Miglia di Indianapolis, il pilota che si qualifica in pole position guadagna un punto.
- Nelle gare con più corse, viene assegnato un punto per la pole position di entrambe le gare.[55]
- Il cambio del motore prima che questo abbia percorso la distanza richiesta comporta la perdita di 10 punti. Nota: la distanza viene calcolata sulla distanza totale percorsa dall'automobile con quel motore, indipendentemente dal pilota al volante.
- I pareggi vengono risolti in base alle vittorie, secondi posti, terzi posti, ecc. infine per il numero di pole position e posizioni in classifica.

### Classifica costruttori motori
| Pos | Costruttore | STP | AUS | ALA | LBH | IGP | INDY | DET | DET | TEX | ROA | TOR | IOW | MDO | POC | GAT | POR | LAG | Bonus | Pti  |
| --- | ----------- | --- | --- | --- | --- | --- | ---- | --- | --- | --- | --- | --- | --- | --- | --- | --- | --- | --- | ----- | ---- |
| 1   | Honda       | 2   | 1   | 1   | 1   | 2   | 2    | 2   | 1   | 2   | 1   | 2   | 2   | 1   | 1   | 2   | 7   | 1   | 75    | 1436 |
| 1   | Honda       | 4   | 3   | 2   | 3   | 7   | 3    | 3   | 2   | 3   | 4   | 3   | 3   | 2   | 3   | 5   | 8   | 3   | 75    | 1436 |
| 1   | Honda       | 72  | 90  | 96  | 91  | 67  | 75   | 76  | 95  | 76  | 88  | 75  | 75  | 95  | 85  | 70  | 50  | 85  | 75    | 1436 |
| 2   | Chevrolet   | 1   | 2   | 4   | 2   | 1   | 1    | 1   | 3   | 1   | 2   | 1   | 1   | 5   | 2   | 1   | 1   | 2   | 82    | 1387 |
| 2   | Chevrolet   | 3   | 8   | 9   | 6   | 3   | 4    | 6   | 11  | 6   | 3   | 4   | 4   | 6   | 4   | 3   | 2   | 5   | 82    | 1387 |
| 2   | Chevrolet   | 91  | 65  | 54  | 68  | 90  | 90   | 83  | 55  | 83  | 75  | 88  | 88  | 58  | 72  | 85  | 90  | 70  | 82    | 1387 |

- Tutti i punti validi per la classifica costruttori possono essere guadagnati solo dai partecipanti alla stagione completa.
- I punti per il campionato costruttori di motori saranno assegnati ai primi due classificati in gara per ciascun produttore utilizzando lo stesso schema di punteggio utilizzato per la classifica piloti.[56]
- I primi due classificati al traguardo di ogni costruttore ottengono punti per il loro rispettivo costruttore. Il costruttore che vince ogni gara riceverà cinque (5) punti aggiuntivi ed è segnato in grassetto.
- In tutte le gare eccetto la 500 Miglia di Indianapolis il costruttore che si qualifica in pole guadagna un (1) punto. Alla 500 Miglia di Indianapolis chi ottiene il giro più veloce al sabato guadagna un (1) punto, mentre per la pole position di domenica guadagna due (2) punti. Il costruttore in pole position è segnato con il corsivo.
- Ulteriori punti bonus sono disponibili per i costruttori per ogni motore utilizzato durante la 500 Miglia di Indianapolis che oltrepassa la soglia di 2.000 miglia. Il costruttore guadagna punti bonus pari alla posizione finale di quel motore in gara.
- Un pareggio è risolto dal maggior numero di secondi posti, seguito dal maggior numero di terzi posti, ecc.